# Open Sud de France 2020 - Qualificazioni singolare
Le qualificazioni del singolare dell'Open Sud de France 2020 sono state un torneo di tennis preliminare per accedere alla fase finale della manifestazione. I vincitori dell'ultimo turno sono entrati di diritto nel tabellone principale. In caso di ritiro di uno o più giocatori aventi diritto a questi sono subentrati i lucky loser, ossia i giocatori che hanno perso nell'ultimo turno ma che avevano una classifica più alta rispetto agli altri partecipanti che avevano comunque perso nel turno finale.

## Teste di serie
1. Damir Džumhur (qualificato)
2. Emil Ruusuvuori (qualificato)
3. Serhij Stachovs'kyj (qualificato)
4. Guillermo García López (ultimo turno)

1. Danilo Petrović (ultimo turno)
2. Lukáš Lacko (primo turno)
3. Nicolas Mahut (ultimo turno)
4. Enzo Coucaud (qualificato)

## Qualificati
1. Damir Džumhur
2. Emil Ruusuvuori

1. Serhij Stachovs'kyj
2. Enzo Coucaud

## Tabellone

### Legenda
| - Q = Qualificato - WC = Wild card - LL = Lucky loser | - ALT = Alternate - SE = Special Exempt - PR = Protected Ranking | - w/o = Walkover - r = Ritirato - d = Squalificato |

### Sezione 1
|  | Primo turno | Primo turno       | Primo turno       | Primo turno | Primo turno |  |  | Ultimo turno | Ultimo turno      | Ultimo turno      | Ultimo turno | Ultimo turno |  |
|  |             |                   |                   |             |             |  |  |              |                   |                   |              |              |  |
|  | 1           | Damir Džumhur     | Damir Džumhur     | 6           | 6           |  |  |              |                   |                   |              |              |  |
|  |             | Quentin Halys     | Quentin Halys     | 2           | 2           |  |  | 1            | Damir Džumhur     | Damir Džumhur     | 6            | 6            |  |
|  | WC          | Elliot Benchetrit | Elliot Benchetrit | 6           | 6           |  |  | WC           | Elliot Benchetrit | Elliot Benchetrit | 2            | 4            |  |
|  | 6           | Lukáš Lacko       | Lukáš Lacko       | 3           | 3           |  |  |              |                   |                   |              |              |  |

### Sezione 2
|  | Primo turno | Primo turno        | Primo turno        | Primo turno | Primo turno |  |  | Ultimo turno | Ultimo turno    | Ultimo turno | Ultimo turno | Ultimo turno |  |
|  |             |                    |                    |             |             |  |  |              |                 |              |              |              |  |
|  | 2           | Emil Ruusuvuori    | Emil Ruusuvuori    | 6           | 6           |  |  |              |                 |              |              |              |  |
|  |             | Matthias Bachinger | Matthias Bachinger | 4           | 4           |  |  | 2            | Emil Ruusuvuori | 6            | 3            | 7            |  |
|  | WC          | Hugo Gaston        | Hugo Gaston        | 2           | 2           |  |  | 7            | Nicolas Mahut   | 3            | 6            | 63           |  |
|  | 7           | Nicolas Mahut      | Nicolas Mahut      | 6           | 6           |  |  |              |                 |              |              |              |  |

### Sezione 3
|  | Primo turno | Primo turno         | Primo turno     | Primo turno | Primo turno |  |  | Ultimo turno | Ultimo turno        | Ultimo turno        | Ultimo turno | Ultimo turno |  |
|  |             |                     |                 |             |             |  |  |              |                     |                     |              |              |  |
|  | 3           | Serhij Stachovs'kyj | 6               | 5           | 6           |  |  |              |                     |                     |              |              |  |
|  |             | Aleksej Vatutin     | 3               | 7           | 1           |  |  | 3            | Serhij Stachovs'kyj | Serhij Stachovs'kyj | 6            | 6            |  |
|  |             | Hiroki Moriya       | Hiroki Moriya   | 4           | 68          |  |  | 5            | Danilo Petrović     | Danilo Petrović     | 2            | 4            |  |
|  | 5           | Danilo Petrović     | Danilo Petrović | 6           | 7           |  |  |              |                     |                     |              |              |  |

### Sezione 4
|  | Primo turno | Primo turno            | Primo turno            | Primo turno | Primo turno |  |  | Ultimo turno | Ultimo turno           | Ultimo turno           | Ultimo turno | Ultimo turno |  |
|  |             |                        |                        |             |             |  |  |              |                        |                        |              |              |  |
|  | 4           | Guillermo García López | Guillermo García López | 6           | 6           |  |  |              |                        |                        |              |              |  |
|  |             | Dustin Brown           | Dustin Brown           | 3           | 3           |  |  | 4            | Guillermo García López | Guillermo García López | 3            | 3            |  |
|  |             | Marco Trungelliti      | Marco Trungelliti      | 3           | 67          |  |  | 8            | Enzo Couacaud          | Enzo Couacaud          | 6            | 6            |  |
|  | 8           | Enzo Couacaud          | Enzo Couacaud          | 6           | 7           |  |  |              |                        |                        |              |              |  |